# 수명태자
수명태자(壽命太子)는 고려의 왕자이며 태조(太祖)와 헌목대부인(獻穆大夫人)의 소생이다. 성은 왕(王) 이름은 전해지지 않는다. 본관은 개성(開城)이다.

## 생애
태조 왕건의 아들로, 어머니는 헌목대부인이다. 어머니 헌목대부인은 경주 출신으로, 평준의 딸이다. 태조의 부인들 중 유일하게 대부인의 칭호를 가진 인물로, 왕후를 제외하고는 가장 서열이 높다.
한편 수명태자의 삶이나 부인에 대해서는 이렇다 할 기록이 남아있지 않다. 그러나 수명태자에게 아들 홍덕원군이 있었다는 기록이 남아있는 것으로 보아, 혼인을 했던 것만은 확실하다. 한편 홍덕원군은 광종의 딸과 혼인하여 딸(훗날 선정왕후)을 하나 낳았으며, 홍덕원군의 부인은 후에 성종에게 재가하여 문덕왕후가 되었다.

## 가족 관계
- 아버지 : 고려 제1대 왕 태조 (太祖, 877~943, 재위:918~943)
- 어머니 : 태조의 제7비 헌목대부인 (獻穆大夫人, 생몰년 미상)
  - 아내 : 미상
    - 아들 : 홍덕원군 규 (弘德院君 圭)
    - 며느리 : 광종과 대목왕후의 3녀 - 훗날 성종에게 재가하여 문덕왕후(文德王后)가 됨
      - 손녀 : 목종의 제1비 선정왕후 (宣正王后, 생몰년 미상)